# Археобдела
Археобдела (Archaeobdella) — рід кільчастих червів, що належать до родини Erpobdellidae.
Види цього роду зустрічаються в Європі.
Види:
- Archaeobdella esmonti Grimm, 1876